# Benjamin Burnley
Benjamin Jackson Burnley IV (Atlantic City, Nueva Jersey; 10 de marzo de 1978) es un músico, cantante, compositor y productor discográfico estadounidense, mejor conocido por ser el vocalista y líder de la banda de metal alternativo Breaking Benjamin. Al ser la única constante del grupo, Burnley ha servido como su principal compositor, vocalista líder y guitarrista desde su comienzo en 1998. Desde que firmó con Hollywood Records en 2002, Burnley ha compuesto seis álbumes de estudio bajo el nombre Breaking Benjamin, de los cuales tres han alcanzado el platino y dos el oro en los Estados Unidos. Fuera de Breaking Benjamin, Burnley también ha colaborado con artistas como Adam Gontier y Red.

## Biografía
Ben creció en Pensilvania USA y llegó a ser miembro de las bandas Epoch y Plan 9. Es un guitarrista autodidacta, creció escuchando a Nirvana y él mismo ha dicho que la mayor influencia de Breaking Benjamin viene de Nirvana. Antes de que existiera Breaking Benjamin, Ben ganaba su dinero cantando canciones de otros artistas en cafés bajo su mismo nombre "Benjamin". A Ben le llegó la idea del nombre Breaking Benjamin después de haber roto un micrófono en una presentación.

## Breaking Benjamin
La banda fue creada por Benjamin Burnley y Jeremy Hummel después de que Mark Klepaski y Aaron Fink abandonaran su antigua banda Lifer.

## Fobias
Ben tiene varias fobias y él mismo dijo que esa fue la razón por la cual él nombró su tercer álbum de tal manera: Phobia. Su fobia más notable es la del miedo a volar. También tiene una gran fobia a las gaviotas, sufre de hipocondría y miedo a la oscuridad. Él dice que él no cree que haya un tiempo determinado para que una persona muera y quiere postergar la muerte durante tanto tiempo como le sea posible, y por eso él no vuela o incluso monta en un coche a menos que sea necesario. Él incorpora sus fobias en su música en el álbum We Are Not Alone  "Break My Fall", la que se escucha un piloto sobre la música diciendo: "Mayday, mayday. Solicito permiso para aterrizar. No puedo controlar el avión. Estamos en peligro de estrellarse

## Colaboraciones
Burnley ha prestado su talento vocal y de composición de canciones para otros actos también. Ha realizado numerosos dúos en vivo con bandas de rock alternativo compañeros como Three Days Grace, Saint Asonia, Starset, y  Evans Blue. Él hizo un guest spot en un remix especial de The Drama Club's "Brand New Day". También co-escribió la canción de la banda RED "Shadows". Actualmente, Burnley ha estado colaborando con el excantante de Three Days Grace y cantante de Saint Asonia, Adam Gontier,. Juntos, Burnley y Gontier han escrito una canción titulada "The End of the Day". [3]

## Vida personal
Burnley es un ávido jugador de videojuegos, y concibió la idea de que Breaking Benjamin escribiera y grabara la canción "Blow Me Away" para la banda sonora de Halo 2. La canción "Polyamorous" también aparece en los juegos Run Like Hell, WWE SmackDown ! vs Raw y WWE Day of Reckoning (junto con su canción "Firefly"). "The Diary of Jane" es parte de la banda sonora de NASCAR 07. 
Burnley es un alcohólico en recuperación, admitió en una entrevista con listenin.org que quería "beber hasta morir". Además, dice que se arrepiente de cada una de las gotas de alcohol que ha bebido y debido a su consumo excesivo en el pasado, es víctima del síndrome de Wernicke-Korsakoff. Según afirma Burnley, Dear Agony es el primer disco de Breaking Benjamin escrito sobrio. 
Él es el cuarto Benjamin Jackson Burnley en su línea de sangre. Antes de él son su tío, su abuelo y su bisabuelo. La familia de Burnley ha sido dueño de BJ Burnley Company desde 1967 en Middleburg, Pensilvania. Su tío, Benjamin Burnley Jackson III, murió el 29 de junio de 2010, a la edad de 54. La compañía cerró tras la muerte de Burnley III. Burnley está casado con Rhiannon Napier y tienen un hijo llamado Benjamin Burnley V. Jackson, nacido el 1 de noviembre, a las 6.37.
Ben y su familia residen actualmente en Ocean City, Nueva Jersey.